# Wendlandia
Wendlandia är ett släkte av måreväxter. Wendlandia ingår i familjen måreväxter.

## Dottertaxa tillWendlandia, i alfabetisk ordning[1]
- Wendlandia aberrans
- Wendlandia acuminata
- Wendlandia amocana
- Wendlandia andamanica
- Wendlandia angustifolia
- Wendlandia appendiculata
- Wendlandia arabica
- Wendlandia arborescens
- Wendlandia augustini
- Wendlandia basistaminea
- Wendlandia bicuspidata
- Wendlandia brachyantha
- Wendlandia brevipaniculata
- Wendlandia brevituba
- Wendlandia buddleacea
- Wendlandia budleioides
- Wendlandia burkillii
- Wendlandia cambodiana
- Wendlandia cavaleriei
- Wendlandia connata
- Wendlandia coriacea
- Wendlandia dasythyrsa
- Wendlandia densiflora
- Wendlandia erythroxylon
- Wendlandia ferruginea
- Wendlandia formosana
- Wendlandia fulva
- Wendlandia gamblei
- Wendlandia glabrata
- Wendlandia glomerulata
- Wendlandia guangdongensis
- Wendlandia heyneana
- Wendlandia heynei
- Wendlandia inclusa
- Wendlandia jingdongensis
- Wendlandia junghuhniana
- Wendlandia lauterbachii
- Wendlandia laxa
- Wendlandia ligustrina
- Wendlandia ligustroides
- Wendlandia litseifolia
- Wendlandia longidens
- Wendlandia longipedicellata
- Wendlandia luzoniensis
- Wendlandia merrilliana
- Wendlandia myriantha
- Wendlandia nervosa
- Wendlandia nitens
- Wendlandia nobilis
- Wendlandia oligantha
- Wendlandia ovata
- Wendlandia paedicalyx
- Wendlandia paniculata
- Wendlandia parviflora
- Wendlandia pendula
- Wendlandia philippinensis
- Wendlandia pingpienensis
- Wendlandia proxima
- Wendlandia psychotrioides
- Wendlandia puberula
- Wendlandia pubigera
- Wendlandia salicifolia
- Wendlandia scabra
- Wendlandia sericea
- Wendlandia sibuyanensis
- Wendlandia sikkimensis
- Wendlandia speciosa
- Wendlandia subalpina
- Wendlandia syringoides
- Wendlandia ternifolia
- Wendlandia teysmanniana
- Wendlandia thorelii
- Wendlandia thyrsoidea
- Wendlandia tinctoria
- Wendlandia tombuyukonensis
- Wendlandia tonkiniana
- Wendlandia urceolata
- Wendlandia uvariifolia
- Wendlandia wallichii
- Wendlandia warburgii
- Wendlandia villosa